# Oreste Giorgi
Pour les articles homonymes, voir Giorgi.
Oreste Giorgi (né le 19 mai 1856 à Valmontone, dans le Latium, Italie, et mort le 30 décembre 1924 à Rome) est un cardinal italien du début du XXe siècle.

## Biographie
Oreste Giorgi étudie à Rome. Après son ordination il est professeur au collège romain. Il exerce plusieurs fonctions au sein de la Curie romaine, notamment comme auditeur à la Rote romaine et comme secrétaire de la Congrégation du Concile.
Le pape Benoît XV le crée cardinal lors du consistoire du 4 décembre 1916. Le cardinal Giorgi est pénitencier majeur de 1918 à 1924. Il participe au conclave de 1922, lors duquel Pie XI est élu. 
Marini meurt le 30 décembre 1924 à l'âge de 68 ans.